# Grzybówka fioletowobrązowa

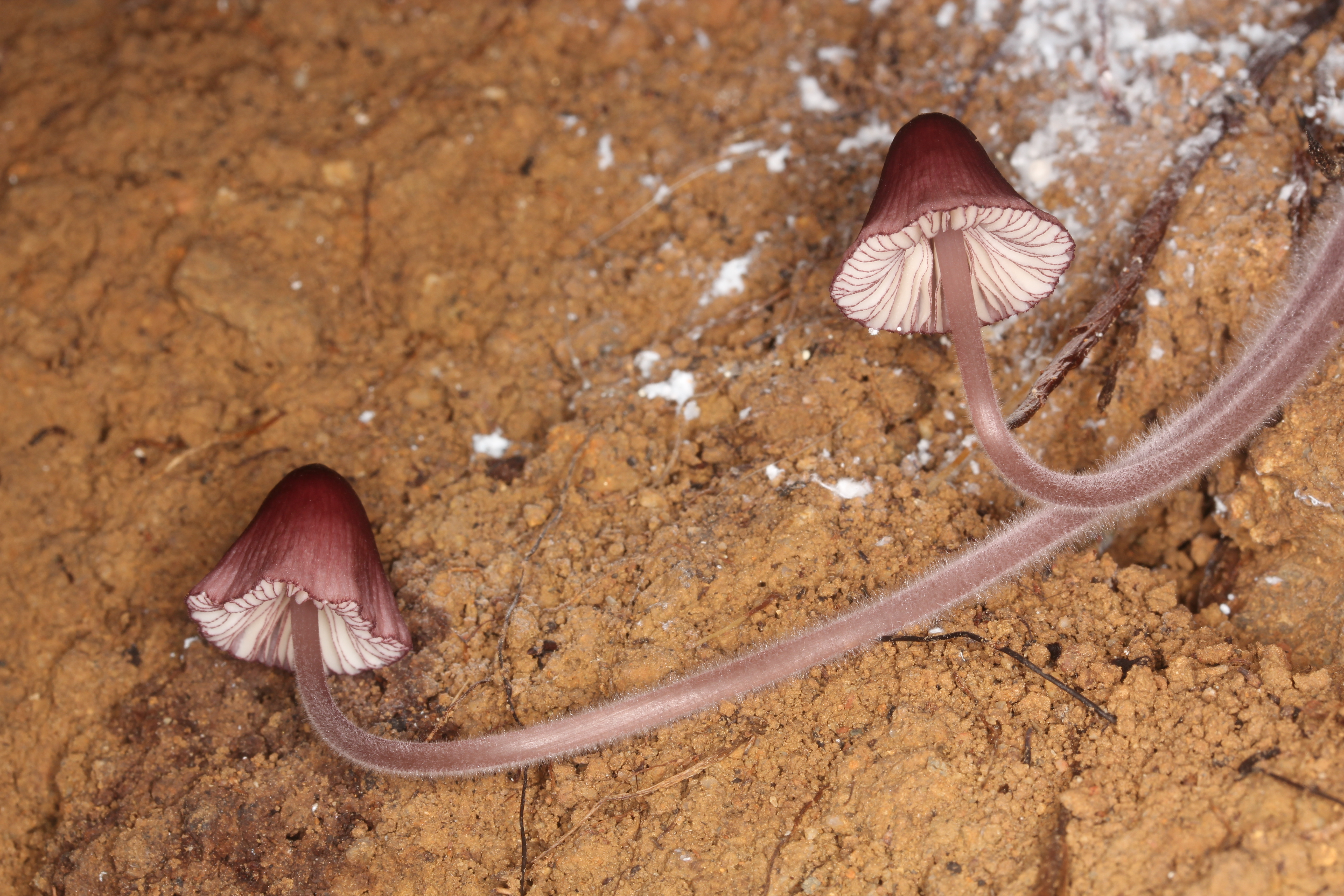

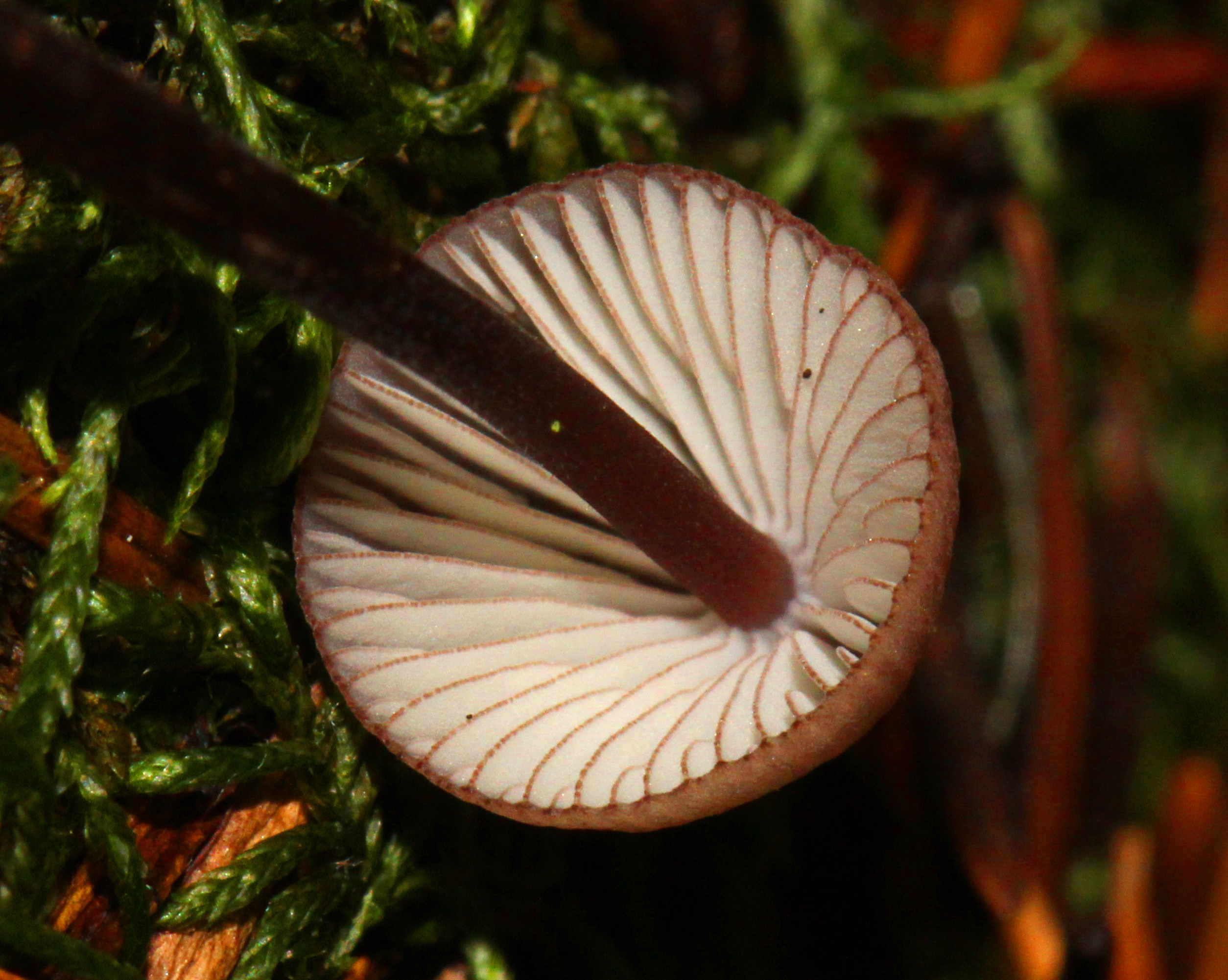

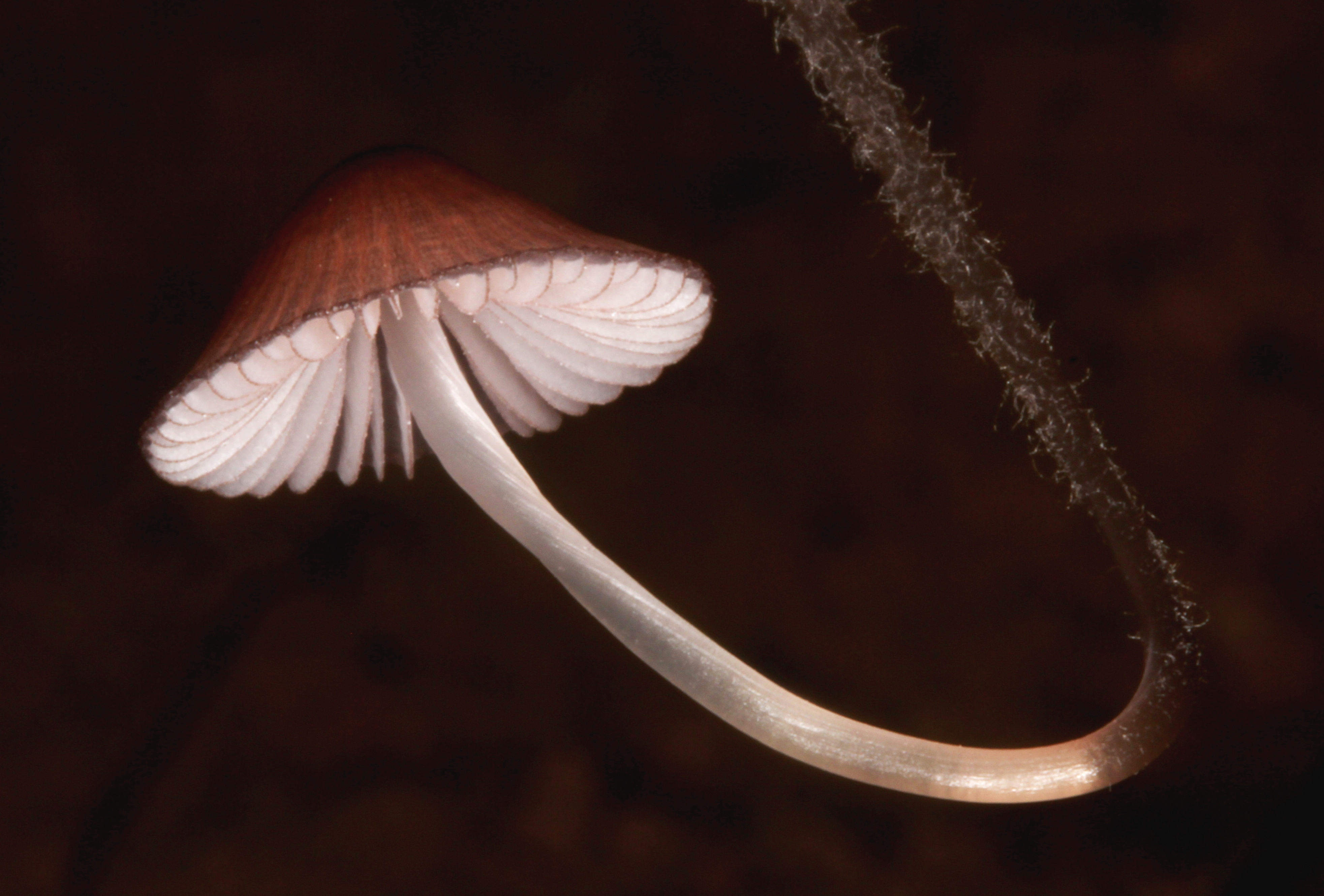

Grzybówka fioletowobrązowa, grzybówka czarnoobrzeżona (Mycena purpureofusca (Peck) Sacc.) – gatunek grzybów z rodziny grzybówkowatych (Mycenaceae).

## Systematyka i nazewnictwo
Pozycja w klasyfikacji według Index Fungorum: Mycena, Mycenaceae, Agaricales, Agaricomycetidae, Agaricomycetes, Agaricomycotina, Basidiomycota, Fungi.
Takson ten opisał w 1885 r. Charles Horton Peck nadając mu nazwę Agaricus purpureofuscus. Obecną, uznaną przez Index Fungorum nazwę nadał mu Pier Andrea Saccardo w 1887 r.
Synonimy: 
- Agaricus purpureofuscus Peck, 1885
- Prunulus purpureofuscus (Peck) Murrill, 1916

Maria Lisiewska w 1987 r. nadała mu polską nazwę grzybówka czarnoobrzeżona. Władysław Wojewoda w 2003 r. zaproponował nazwę grzybówka fioletowobrązowa.

## Morfologia
Kapelusz
Średnica 5–40 mm, początkowo stożkowaty, potem dzwonkowaty, w końcu prawie płaski z garbkiem, bruzdowany półprzeźroczyście prążkowany. Powierzchnia  naga, w stanie wilgotnym nieco śliska, początkowo ciemnobrązowa z prawie czarniawo fioletowym środkiem i bladobrązowym brzegiem z fioletowym odcieniem, potem przechodząca w kolor szarobrązowy lub od szarego do ciemnoszarego z nieco ciemniejszym środkiem i słabym fioletowym odcieniem.
Blaszki
W liczbie 20–30 dochodzących do trzonu, wypukłe, wąsko przyrośnięte, czasami nieco zbiegające z krótkim ząbkiem, o barwie od szarej. Ostrza bardzo wyraźnie fioletowe.
Trzon
Wysokość 25–70 (–100) mm, grubość 1–3 (–5) mm, pusty w środku, prosty lub zagięty, walcowaty i na całej długości równy, lub czasami poszerzony przy podstawie. Powierzchnia oprószona, lśniąca, gładka, ale z wiekiem nieco rowkowana podłużnie, szaro-brązowa do szarawo fioletowej, w kierunku podstawy zwykle ciemnobrązowa z fioletowym odcieniem. Podstawa pokryta białymi włókienkami, często ukorzeniająca się.
Miąższ
Bez zapachu.
Cechy mikroskopowe
Podstawki 27–36 × 10–12 µm, maczugowate, 2- lub 4-zarodnikowe. Zarodniki (7,5–) 9–12,2 × 5,5–9 µm, Q = 1,2-1,5, Qav = 1,3, szeroko pipetowate, gładkie, amyloidalne. Cheilocystydy 17–61 × 9–29 µm, tworzące sterylne pasmo, maczugowate, wrzecionowate, workowate do prawie cylindrycznych, gładkie o wierzchołkach zwykle szeroko zaokrąglonych, z liliowatą zawartością. Pleurocystyd brak. Trama blaszek dekstrynoidalna, w odczynniku Melzera czerwonawo-brązowa lub winno-brązowawa. Strzępki włosków kapelusza o szerokości 1,5–6 µm, żelatynizowane, gładkie lub słabo pokryte brodawkami lub dość grube, cylindryczne wybrzuszenia 2,5–11 × 1,5–3,5 μm. Strzępki warstwy korowej trzonu o szerokości 2–3,5 μm, gładkie, lub z rzadkimi brodawkami, komórki końcowe wąsko maczugowate, do znacznie szerszych i silnie zakrzywionych, gładkich lub gruboziarnistych. Sprzążek brak lub bardzo rzadkie.

## Występowanie i siedlisko
Znane jest występowanie grzybówki fioletowobrązowej w wielu krajach Europy, w Ameryce Północnej, Republice Południowej Afryki, Rosji i Mongolii. Władysław Wojewoda w zestawieniu grzybów wielkoowocnikowych Polski w 2003 r. przytacza 10 stanowisk. Znajduje się na Czerwonej liście roślin i grzybów Polski. Ma status V – gatunek narażony, który zapewne w najbliższej przyszłości przesunie się do kategorii wymierających, jeśli nadal będą działać czynniki zagrożenia.
Grzyb saprotroficzny. Występuje w lasach iglastych, liściastych i mieszanych na butwiejącym drewnie i pniach jodły, olszy, świerka, sosny, oraz na igliwiu. Owocniki najczęściej pojawiają się od stycznia do października.

## Gatunki podobne
Grzybówkę fioletowobrązową od podobnej grzybówki czerwonoostrzowej (Mycena rubromarginata) można odróżnić po cheilocystydach. Cheilocystydy grzybówki fioletowobrązowej mają szeroko zaokrąglone wierzchołki, podczas gdy u grzybówki czerwonoostrzowej mają wąskie szyjki. Ponadto grzybówka czerwonobrązowa zawsze ma sprzążki, podczas gdy u grzybówki fioletowobrązowej ich brak lub są bardzo rzadkie.